# Andreï Illarionov
 (octobre 2019).
Si vous disposez d'ouvrages ou d'articles de référence ou si vous connaissez des sites web de qualité traitant du thème abordé ici, merci de compléter l'article en donnant les références utiles à sa vérifiabilité et en les liant à la section « Notes et références ».
Andreï Nikolaïevich Illarionov(en russe : Андре́й Никола́евич Илларио́нов), né  le 16 septembre 1961, est un économiste russe surtout connu pour avoir conseillé le gouvernement russe sur les réformes économiques dans les années 1990 et pour avoir été le conseiller pour les affaires économiques du président russe Vladimir Poutine.

## Biographie
Après des études d'économie à l'université de Léningrad qu'il achève en 1987, il devient professeur dans cette même université. En 1992 il commence sa carrière de conseiller en intégrant le groupe de travail auprès du gouvernement russe sur les réformes économiques dirigé par Sergueï Vassiliev, avant de diriger le groupe d'analyse de planification constitué par le Premier ministre d'alors Viktor Tchernomyrdine. En désaccord avec celui-ci sur la politique à mener pour redresser l'économie russe, il démissionne avec fracas le 7 février 1994.
Illarionov dirige ensuite de 1994 à 2000 l'Institut d'Analyse économique. Il est partisan à l'automne 1997 d'une dévaluation du rouble, qui sera finalement décidée par Moscou. En avril 2000, il est nommé conseiller pour les affaires économiques du président Poutine, dont il sera également le sherpa pour le G8, que la Russie organisera pour la première fois après son départ de l'administration présidentielle, en juillet 2006.
Opposant au Protocole de Kyoto qu'il estimait défavorable aux intérêts de l'économie russe, Andreï Illarionov fait partie parmi les conseillers de Poutine du groupe des « libéraux », partisans d'une économie libérale. Il s'oppose ainsi aux siloviki issus des rangs du KGB, dont la politique consiste à ramener les grandes sociétés privatisées dans les années 1990 dans le giron de l'État, fût-ce en instrumentalisant la loi.
En décembre 2003, il s'inquiète publiquement des conséquences que pourraient entraîner l'affaire Ioukos pour l'image de la Russie sur les marchés internationaux. Un an plus tard, il qualifie l'affaire de « politique », continue d'accentuer ses critiques à l'égard de la politique économique suivie par le gouvernement Poutine et dénonce la vente de l'entreprise Iouganskneftegas (gaz naturel et pétrole) ou les conditions de rachat par l'État de la compagnie pétrolière Rosneft. Il finit par démissionner le 27 décembre 2005, en déclarant à cette occasion :
« Je ne veux pas travailler avec le gouvernement que nous avons, ni aujourd'hui, ni demain. Lorsque j'ai accepté cette fonction, c'était pour un État où il y avait des possibilités et des espoirs d'évolution... mais une nouvelle croissance de cet État s'est produite et un modèle de corporatisme d'État s'est formé ».
Après sa rupture avec Vladimir Poutine, il va jusqu'à comparer le gouvernement de celui-ci au régime d’Adolf Hitler.
En avril 2006, il dénonce dans un entretien accordé au journal Vedomosti le soutien accordé à la Russie par les autres membres du G8 et leur attitude pusillanime face à la dégradation de l'État de droit en Russie.
Il rejoint en octobre 2006 le Cato Institute, un think-tank libéral de Washington.